# Machy (Somme)
Machy és un municipi francès situat al departament del Somme i a la regió dels Alts de França. L'any 2007 tenia 124 habitants.

## Demografia

### Població

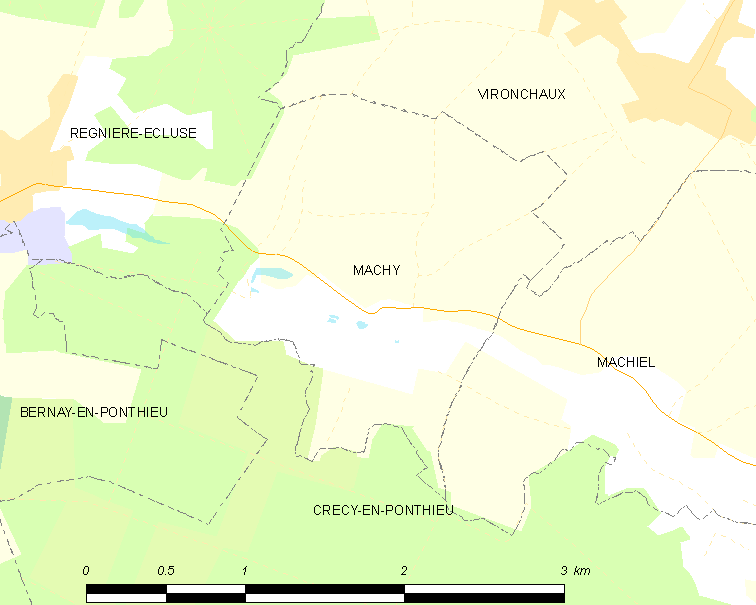

El 2007 la població de fet de Machy era de 124 persones. Hi havia 50 famílies de les quals 12 eren unipersonals (8 homes vivint sols i 4 dones vivint soles), 19 parelles sense fills i 19 parelles amb fills.
La població ha evolucionat segons el següent gràfic:
Habitants censats

### Habitatges

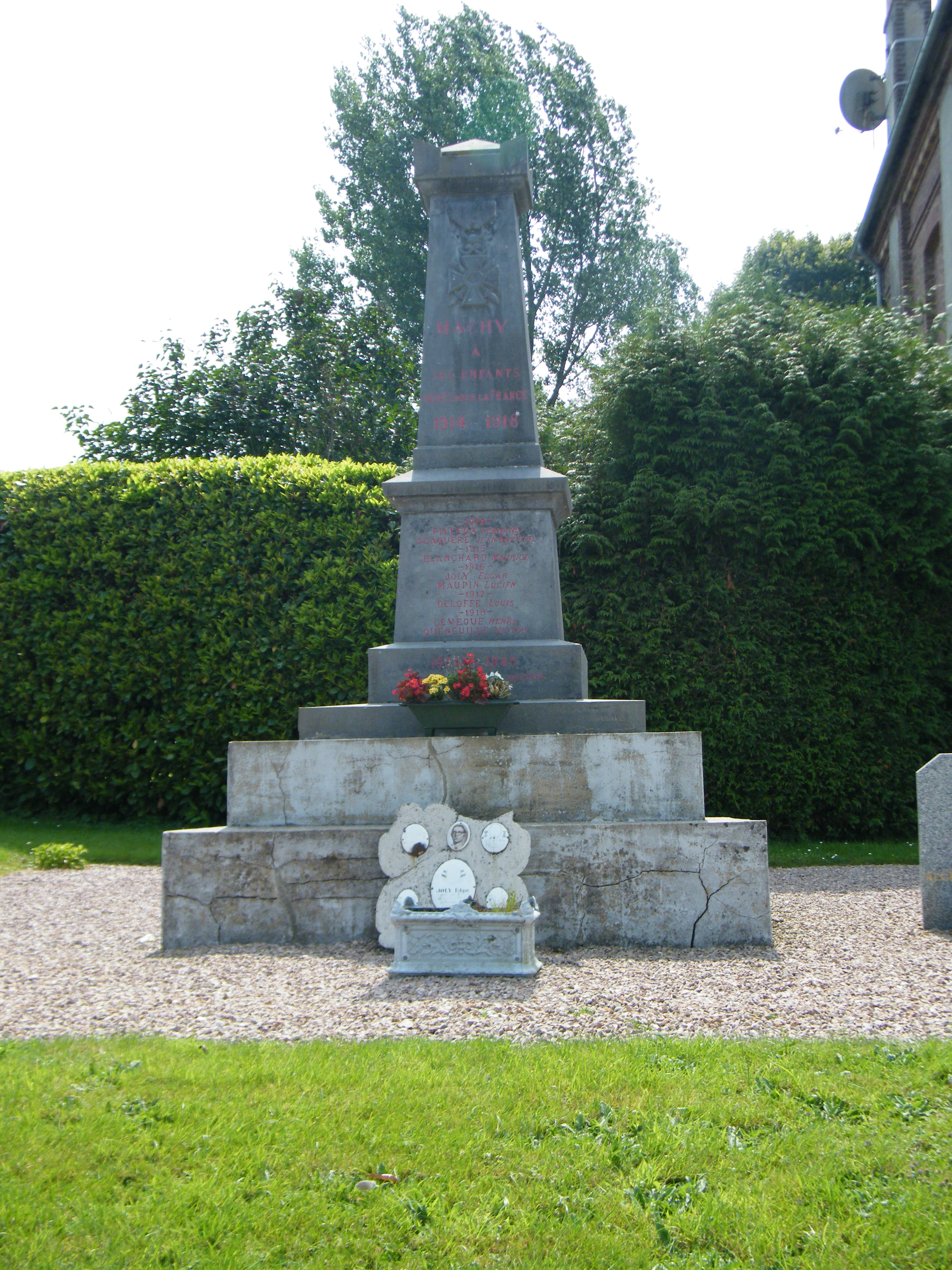

El 2007 hi havia 84 habitatges, 51 eren l'habitatge principal de la família, 26 eren segones residències i 7 estaven desocupats. Tots els 82 habitatges eren cases. Dels 51 habitatges principals, 44 estaven ocupats pels seus propietaris, 5 estaven llogats i ocupats pels llogaters i 2 estaven cedits a títol gratuït; 1 tenia dues cambres, 4 en tenien tres, 12 en tenien quatre i 33 en tenien cinc o més. 40 habitatges disposaven pel capbaix d'una plaça de pàrquing. A 18 habitatges hi havia un automòbil i a 27 n'hi havia dos o més.

### Piràmide de població
La piràmide de població per edats i sexe el 2009 era:
| Homes | Edats   | Dones |
| ----- | ------- | ----- |
| 0     | 95 o +  | 0     |
| 0     | 90 a 94 | 0     |
| 0     | 85 a 89 | 4     |
| 0     | 80 a 84 | 0     |
| 0     | 75 a 79 | 4     |
| 4     | 70 a 74 | 4     |
| 0     | 65 a 69 | 4     |
| 4     | 60 a 64 | 0     |
| 8     | 55 a 59 | 4     |
| 0     | 50 a 54 | 8     |
| 8     | 45 a 49 | 0     |
| 0     | 40 a 44 | 4     |
| 4     | 35 a 39 | 0     |
| 0     | 30 a 34 | 4     |
| 4     | 25 a 29 | 0     |
| 0     | 20 a 24 | 8     |
| 4     | 15 a 19 | 0     |
| 4     | 10 a 14 | 0     |
| 4     | 5 a 9   | 0     |
| 8     | 0 a 4   | 0     |

## Economia

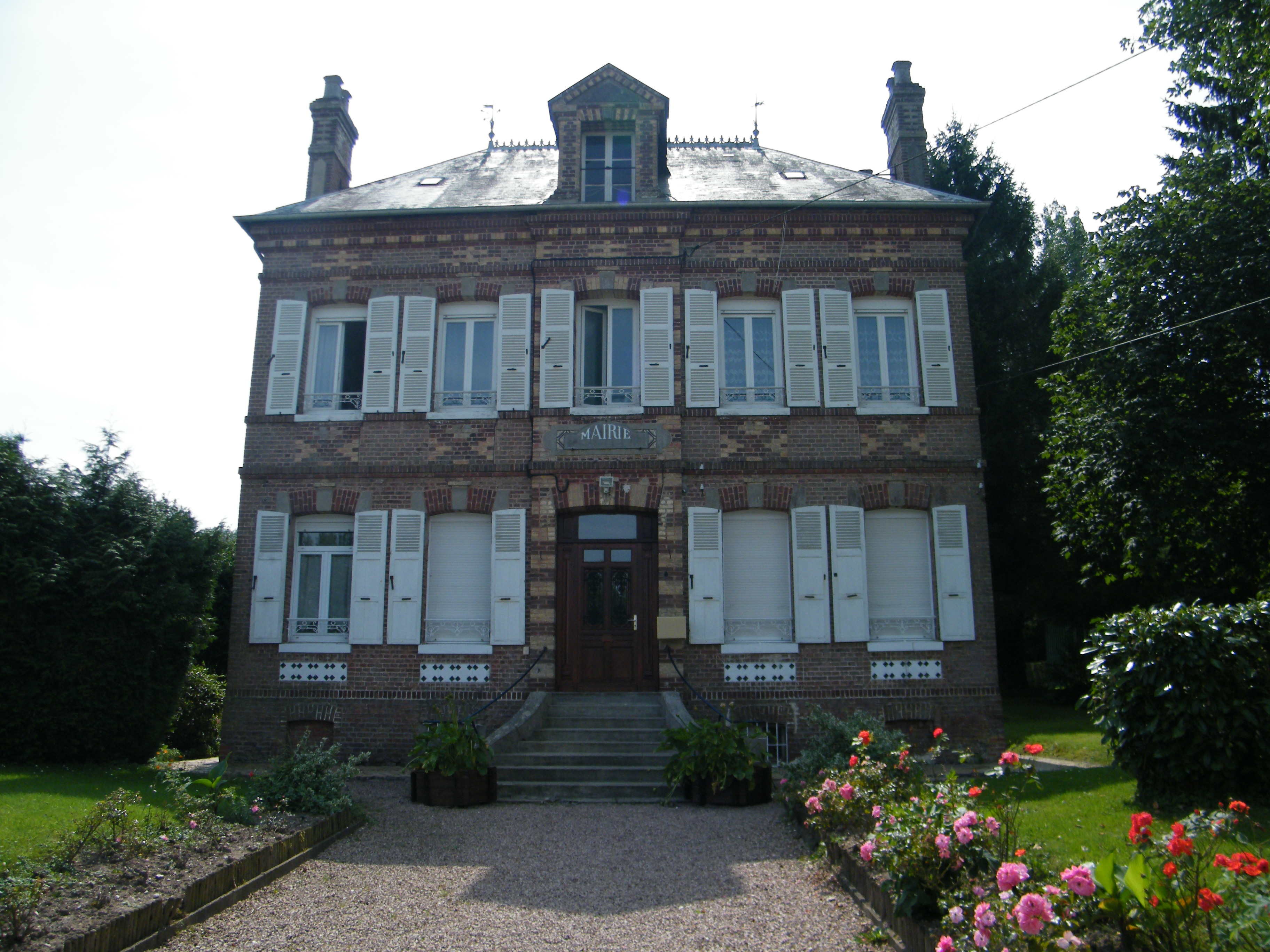

El 2007 la població en edat de treballar era de 84 persones, 56 eren actives i 28 eren inactives. De les 56 persones actives 54 estaven ocupades (31 homes i 23 dones) i 3 estaven aturades (2 homes i 1 dona). De les 28 persones inactives 11 estaven jubilades, 7 estaven estudiant i 10 estaven classificades com a «altres inactius».
Activitats econòmiques
L'únic establiment que hi havia el 2007 era d'una entitat de l'administració pública.

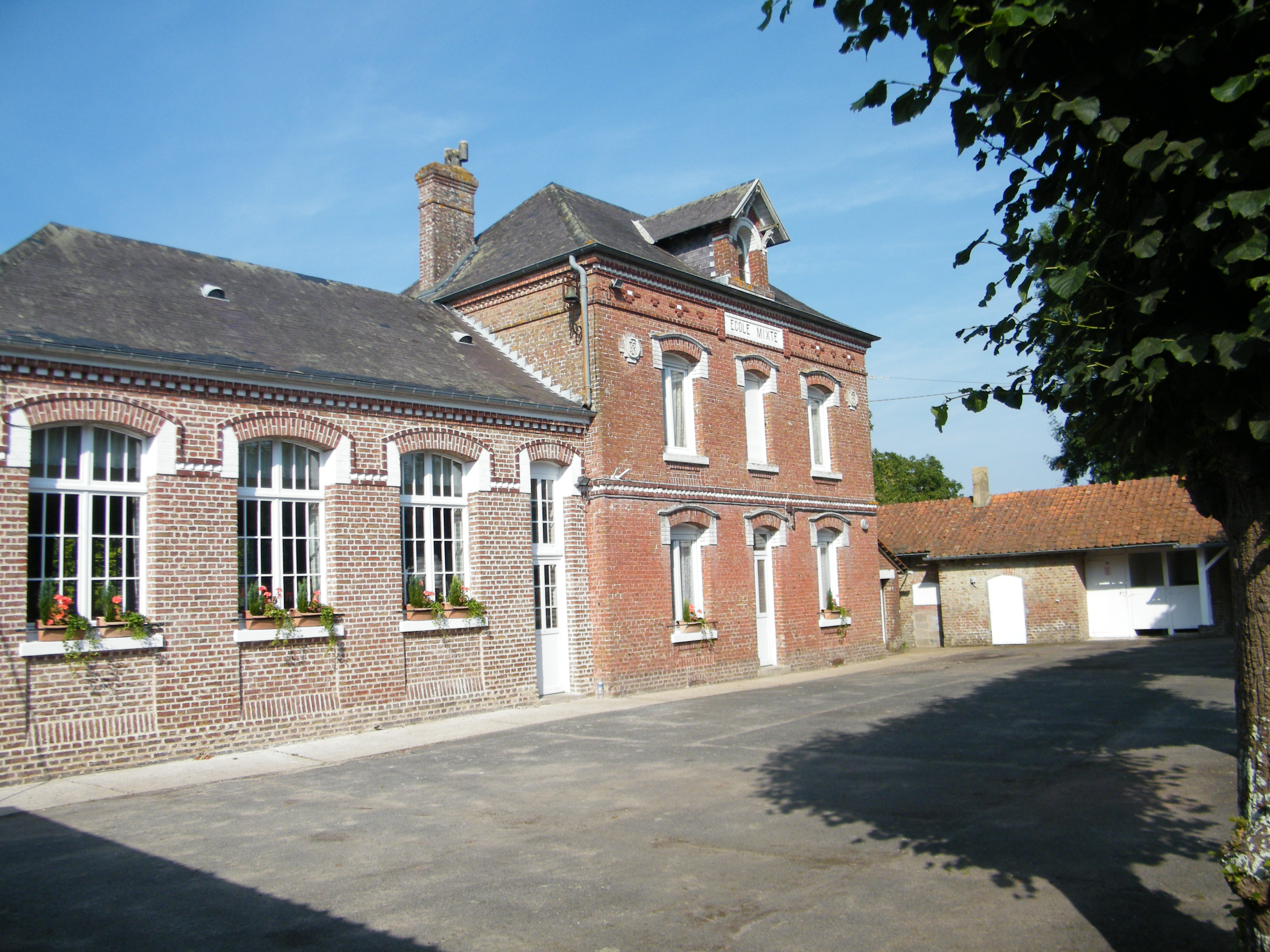

L'any 2000 a Machy hi havia 3 explotacions agrícoles que ocupaven un total de 312 hectàrees.

## Poblacions més properes
El següent diagrama mostra les poblacions més properes.